# Фаи дела Паганела
Фаи дела Паганела (итал. Fai della Paganella) је насеље у Италији у округу Тренто, региону Трентино-Јужни Тирол.
Према процени из 2011. у насељу је живело 884 становника. Насеље се налази на надморској висини од 975 м.

## Становништво
Према резултатима пописа становништва 2011. у општини је живело 898 становника.
| 1936. | 1951. | 1961. | 1971. | 1981. | 1991. | 2001. | 2011. |
| ----- | ----- | ----- | ----- | ----- | ----- | ----- | ----- |
| 887   | 954   | 886   | 888   | 854   | 855   | 900   | 898   |